# Club Atlético Tigre
O Club Atlético Tigre, ou simplesmente Tigre, é um clube de futebol argentino da cidade de Victoria, província de Buenos Aires.

## História
Seu início foi marcado por partidas amistosas e torneios regionais.
Em 1912, sagrou-se Campeão de Intermedia e foi à primeira Primeira Divisão. Foi o primeiro título do Tigre.
Assim, em 1913 estreia na primeira divisão, e também inaugura seu primeiro estádio, o campo do Lechero Afogado. O apelido veio porque num dia de cheia do rio, alguns torcedores usavam uma carroça de leiteiro como transporte e acabaram caindo no rio.
Ainda em 1913, o time fez história ao disputar a primeira partida internacional de um clube argentino, conta o Central Montevideo, no Uruguai.
Um dos primeiros ídolos do time foi Bernabé Ferreyra, que marcou época na década de 20 e 30.
Em 1931, o Tigre foi um dos 18 times que ajudam a criar a era do futebol profissional na Argentina, e é nessa época que ganha o apelido de A Feroz.
Em 1937, chega ao time aquele que seria seu maior artilheiro, Juan Andrés Marvezzi.
Após ser rebaixado em 1943, conquista em 1945 o campeonato da Segunda divisão. A partir daí a história do clube é marcado por descensos (1950, 58, 66, 68, 70 e 80 ) e acessos (1953, 60, 67, 71, 79) com os títulos de 1953 e 1979, quando bate todos os recordes de arrecadações da categoria.
Aliás, foi na década de 70, que começou a ser uma tendência a torcida do Tigre encher o campo. Nos anos 70 nasce a amizade com a torcida do Morón, graças a um incidente com a polícia que acabou unindo ambos os lados. Nessa época que chega ao time um outro herói, Raúl da Cruz Chaparro.
A década de 80 mexeu com o futebol argentino. Em 1982, o San Lorenzo de Almagro desce a Primeira “B” e o jogo entre as duas equipes bate o recorde de público na segunda divisão: mais de 74 mil presentes pessoas.
Em 1984 foi a vez do Racing jogar a segunda divisão e enfrentar o Tigre por duas vezes (dois empates).
Os anos 90 trouxeram um novo ídolo: Adrian Arana.
E mais um título da Primeira B, em 1994. Dois anos depois voltaria para a Primeira B, e em 1998 subiu para o Nacional “B”.
Nos anos 2000, destacou-se o time de 2004/2005, com o qual foi campeão do Apertura (2004) e do Clausura (2005), com o time:
E em 2006, depois de 27 anos fora da Primeira Divisão, o Tigre regressa ao seu lugar, com o Torneio Reduzido do Nacional B.
O Apertura de 2007, foi primeira temporada do Tigre no voo da Argentina no topo, eram esperados para lutar, mas em vez disso, teve uma corrida maravilhosa. Eles venceram dez dos seus 19 jogos, incluindo uma goleada de 4-1 famosos gigantes argentino River Plate. Eles mantiveram a lutar pelo campeonato até ao seu último aparelho, que precisava vencer para dar a eles uma chance de levar o título, infelizmente, eles foram espancados por Argentinos Juniors sentido de que o título foi para o Club Atlético Lanús e Tigre terminou em um honroso segundo lugar. O clube ganhou muitos admiradores e aplausos para o seu grande esforço e melhor acabamento da liga em sua história.
Em 2008, o torneio Apertura, o Tigre terminou em primeiro lugar comum no Apertura campeonato de 2008, quando perdeu a final do playoff de três vias no saldo de gols para o Boca Juniors.
Em 2009, o Tigre fez sua primeira aparição em uma competição internacional de clubes a jogar dois jogos na Copa Sul-Americana de 2009, perdendo para o San Lorenzo na primeira rodada na regra dos golos marcados fora.
Em 2012, o Tigre chegou a sua primeira final numa competição internacional de clubes, na Copa Sul-Americana 2012 após eliminar o Milionários da Colômbia nas semifinais. Enfrentou o São Paulo na final, sendo que o jogo de ida foi em casa, e o jogo de volta no Estádio do Morumbi. Em La Bombonera, um empate sem gols. Na volta, perdia por 2 a 0 até o intervalo da partida, mas não voltou para o campo de jogo, perdendo por W.O. Em 2013, como melhor argentino não classificado na Copa Sul-Americana de 2012, o Tigre participou de sua primeira Libertadores da América, passando na fase prévia do Deportivo Anzoátegui da Venezuela, o time começou mal a fase de grupos, perdeu para o Libertad do Paraguai e para o Sporting Cristal do Peru, obtendo vitória contra o Palmeiras, perdendo no jogo seguinte contra a mesma equipe. O Tigre vence as duas partidas restantes e se classifica para as oitavas, onde acabou por cair diante do Olimpia do Paraguai.

### Apelido El Matador de Victoria
No final da temporada 2006-2007, o clube foi promovido para a Primera División Argentina. A temporada 2007-2008 foi o seu primeiro ao mais alto nível do argentino sistema de liga de Futebol em 27 anos.
Fundada em 3 de agosto de 1902 na cidade de Tigre, o clube participou de 23 temporadas na primeira divisão argentina. Sua melhor temporada antes de 2007 foi a campanha de 1955 que viu terminar sexta das 16 equipes.
Os anos em que jogou na Primera foram: 1931-33, 1935-42, 1946-50, 1954-58, 1968, 1980 e 2007-presente.
Em 2004-2005, o clube começou sua ascensão por meio da divisão ao vencer a Primera B Metropolitana, com Ricardo Caruso Lombardi como treinador. Em 2006, Diego Cagna se tornou o gerente de equipes levando-os a promoção para a Primera Argentina em sua primeira temporada. Eles foram promovidos após bater Nueva Chicago, em um playoff que foi marcada pela violência da equipe de Chicago Nueva e seus fãs. O time nasceu no Partido de Tigre, sob o nome de Clube Atlético Juventude do Tigre e desde então tem colorido de azul e vermelho as canchas argentinas.

## Títulos
| Nacionais | Nacionais                   | Nacionais | Nacionais  |
|           | Competição                  | Títulos   | Temporadas |
|           | Copa da Superliga Argentina | 1         | 2019       |
|           | Primera B Nacional          | 1         | 2021       |
| --------- | --------------------------- | --------- | ---------- |

## Sedes e estádios

### José Dellagiovanna
O Estádio José Dellagiovanna, conhecido como Monumental Victoria, é o estádio do Club Atlético Tigre. Localizado na localidade de Victoria, cidade de San Fernando, região metropolitana de Buenos Aires, Argentina, conta uma capacidade de 26.282 espectadores. Inauguração 20 de setembro de 1936.